# آین
آین (به اسپانیایی: Ahín) یک شهر در شرق اسپانیا، در استان کاستلیون، بخشی از جامعه خودمختار والنسیا است.